# Crisis migratoria en la frontera entre Chile y Perú
La crisis migratoria en la frontera entre Chile y Perú es una situación humanitaria crítica que se inició en el año 2023 en el límite internacional de ambos países. Los migrantes son principalmente ciudadanos venezolanos y haitianos que han atravesado las fronteras de forma irregular.

## Antecedentes
Un informe secreto de las Fuerzas Armadas de Perú que data de 2022, y publicado en ATV noticias al estilo Juliana en 2023, advirtió al gobierno peruano que la situación migratoria de venezolanos estaba desatentida. Entre enero y septiembre de 2022, la policía peruana detuvo a más de 652 personas que trataron de ingresar por hitos no autorizados, 291 fueron venezolanos; el jefe de la sección de Fronteras en la Macro Región Policial Tacna Moquegua comentó que «allá (Chile) se les están cerrando las puertas en trabajo en vivienda, la mayoría vive en la calle, ahora huyen de Chile».

## Contexto
El 27 de enero de 2023 se promulgó la ley de infraestructura crítica que tenía por objetivo que las fuerzas armadas protegieran las fronteras chilenas. A través de dicha ley, el presidente mediante decreto supremo fundado podría disponer la protección de la infraestructura crítica del país por parte de las Fuerzas Armadas.
El 15 de marzo de 2023, el presidente de Chile Gabriel Boric declaró en Colchane, una localidad ubicado en las cercanías con la frontera con Bolivia, que las personas con intenciones de delinquir «no son bienvenidas», aseveró que iba a «hacer la vida imposible dentro del Estado de derecho». También declaró que se estaba impulsando dos proyectos de ley para «simplificar y acelerar los procesos de expulsión en caso que sean necesario, por ejemplo, en caso de condenados por delitos de droga, además de realizar una fiscalización mucho mas intensa en las cárceles donde muchas veces operan bandas criminales». Todo esto con el objetivo de «contener y reducir la irregularidad migratoria, pero en particular para combatir de frente a las organizaciones criminales que aprovechan flujos y necesidades para cometer delitos como trata de personas, tráfico de drogas y tráfico de armas». El resultado que el endurecimiento de políticas contra migrantes sin documentación vigente en territorio chileno, lo que conllevó a la salida de ese país por parte de refugiados de Venezuela, además de otros países.
En abril de 2023 parte de la población se quedó en la línea de la Concordia, donde se limitan Chile y Perú. El representante de Acnur en Perú, Federico Agusti, señaló que el «50% de personas que están ahí son haitianos, (pero también) hay venezolanos, colombianos y de otras nacionalidades». Al reportarse el ingreso de inmigrantes de forma irregular, algunos de ellos burlando la seguridad, se planeó recibir el apoyo de la Fuerzas Armadas por parte de Perú intentaron dificultar el acceso; adicionalmente, se declaró en estado de emergencia en todos los departamentos límitrofes de Perú con otros países, según Dina Boluarte por «más casos delincuenciales cometidos por extranjeros».
Por otro lado, tras la difusión del reportaje de Cuarto poder, en que mostró a carabineros facilitar la salida de extranjeros hacia el departamento de Tacna, autoridades locales peruanas se mostraron indignados contra el gobierno chileno. Uno de ellos fue el alcalde de Tacna, Pascual Güisa, en que calificó de «irresponsable» al presidente Gabriel Boric, mientras que el primer ministro Alberto Otárola solicitó a Boric que «no los tire hacia otro país». El reportaje también tuvo repercusión en la prensa chilena.
El 28 de abril de 2023, la cancillería peruana solicitó a las autoridades del país vecino por la «falta de colaboración mostrada por las autoridades policiales chilenas».
El 4 de mayo de 2023, el gobierno venezolano anunció el envío de un avión para repatriar a los venezolanos en la frontera. El 7 de mayo se inició el traslado de los migrantes varados en la frontera.
Un caso aislado volvió a suceder en septiembre de 2023 con migrantes de Venezuela y Haití. El 27 de ese mes, un grupo conformado por venezolanos formó barreras humanas en rutas hacia Arica y Tacna. Durante el suceso, el tráfico de la frontera fue bloqueado.

## Reacciones

### Domésticas
Chile: La ministra del interior Carolina Tohá declaró que rechazó las expresiones del alcalde de Tacna y aseguró que no es la mejor forma de encontrar soluciones a la problemática que los venezolanos están atravesando. "Palabras como esas no contribuyen en lo más mínimo a hacerse cargo al tipo de fenómeno que tenemos al frente y al papel que nos corresponde a las autoridades para manejarlo de la manera más adecuada'' expreso la ministra del interior.
Perú: El Ministerio de Relaciones Exteriores de Perú informó el 28 de abril que convocó al embajador chileno en Lima para expresarle su ''falta de colaboración de sus autoridades en la frontera que considera ha generado el ingreso a la fuerza de migrantes, A través de un comunicado oficial de la Cancillería, el Gobierno expreso  a “la situación que se presentó” este jueves “en el área de los complejos fronterizos en Santa rosa y Chacalluta  en donde un grupo de migrantes se enfrentó a la Policía Nacional de Perú  que custodiaba la zona y trataron de ingresar al país por pasos irregulares.
El presidente del Consejo de Ministros en Perú, Alberto Otárola se pronunció sobre la crisis migratoria responsabilizó al gobierno chileno de la problemática que enfrentan los venezolanos en las fronteras.

### Internacionales
En abril de 2023, Amnistía Internacional acusó a los dos países de agravar crisis migratoria en la frontera, al observar políticas drásticas calificadas de «crueles y deshumanizadoras». La crisis estuvo en la mira de la Organización Internacional para las Migraciones.